# Brujel
Brujel, anteriormente escrito Brugel, es un despoblado español del municipio de Lucillos, perteneciente a la provincia de Toledo, en la comunidad autónoma de Castilla-La Mancha.

## Historia
El lugar, que a comienzos del siglo XIX contaba con nueve casas, quedó despoblado en 1808 y se agregó al término del municipio de Lucillos. Aparece descrito en el cuarto volumen del Diccionario geográfico-estadístico-histórico de España y sus posesiones de Ultramar de Pascual Madoz con las siguientes palabras:

BRUJEL: l. desp. en la prov. y dióc. de Toledo (9 leg.), part. jud. de Talavera de la Reina (3), aud. terr. y c. g. de Madrid (17): sit. á 500 pasos al N. de la carretera general de Badajoz, en terreno llano; clima templado, y vientos E. y O.: conserva la torre de la igl., que es toda de fáb., aunque le han sacado la mayor parte de los ladrillos; su advocacion fué de Ntra. Sra. de la Romana, y tuvo curato propio y tres capellanias fundadas el 6 de octubre de 1593 por el Ilmo. Sr. D. Juan Ruiz de Agüero, ob. que fué de Zamora y natural de este pueblo: sus bienes han pasado en el dia á los parientes del fundador, con arreglo á las leyes vigentes: cerca de la igl. habia un caño abundante, y por estar destruida la cañeria y el arco se forma en el dia un arroyuelo; esparcidos en diferentes sitios hay ademas 4 manantiales que han sido fuentes, con los nombres de Fuente de la Carretera, de los Higuerales, del Moro y de la Viña Tapiada. Confina el térm. por N. con el r. Alberche; E. el desp. de Crespos y Cerralbo; S. Lucillos, y O. Cazalegas, á dist. de 1/2 leg. próximamente por todos los puntos, y comprende 3,000 fan. de tierra de labor, 500 de pastos, 61,550 cepas de viñas y 2,000 olivos: las 500 de pastos se hallan en las deh. tituladas de Brujel de 300 fan., del Sotillo con 100, y de Reba con igual número: le bañan el r. Alberche y varios arroyuelos, siendo de notar en las márg. de estos las muchas zarzas y rosas, de un olor tan fragante como las mejores de jardin: en las heredades se crian tambien muchas higueras silvestres y almendros amargos. prod.: trigo, cebada, centeno, legumbres, mucho vino y aceite, hortaliza y frutas en abundancia, particularmente ciruelas y peras; se cria caza menor, y algunas anguilas y tencas en los charcos. Se dice fué pobl. bastante regular en lo ant.; pero en el año 1803 solo tenia 9 casas, y fué abandonada del todo en 1808, agregándose al inmediato de Lucillos, en el que estan comprendidas su riqueza y contr. (V.)
(Madoz, 1846, p. 467)